# 開普吉拉多鎮區 (密蘇里州開普吉拉多縣)
開普吉拉多鎮區（英語：Cape Girardeau Township）是位於美國密蘇里州開普吉拉多縣的一個行政鎮區。

## 地方資料
開普吉拉多鎮區的面積為182.50平方千米，當中陸地面積為173.73平方千米，而水域面積為8.77平方千米。根據2020年美國人口普查的數據，當地共有人口41588人，而人口密度為每平方千米227.88人。